# Жана Янева
Жана Янева е български модел и победителка в конкурса Мис Вселена България 2012 и представлява България в конкурса „Мис Вселена 2012“